# Theodor von Kleist
Theodor Leopold Friedrich von Kleist (* 17. Mai 1815 in Stolp; † 22. Januar 1886) war ein preußischer Rittergutsbesitzer und Politiker.
Er war ein Angehöriger der uradligen Familie von Kleist und war der dritte Sohn des preußischen Majors und Postmeisters von Stolp Leopold Friedrich von Kleist (1780–1837) und dessen Ehefrau Wilhelmine, geborene von Blanckensee (1788–1867). Er hatte mehrere Geschwister, darunter den jüngeren Bruder Ewald Christian Leopold von Kleist (1824–1910), der in der preußischen Armee zum  General der Infanterie aufstieg. 
Theodor von Kleist kam ins Kadettenkorps, diente dann im 9. Infanterie-Regiment und schied 1850 als Premierleutnant aus. 

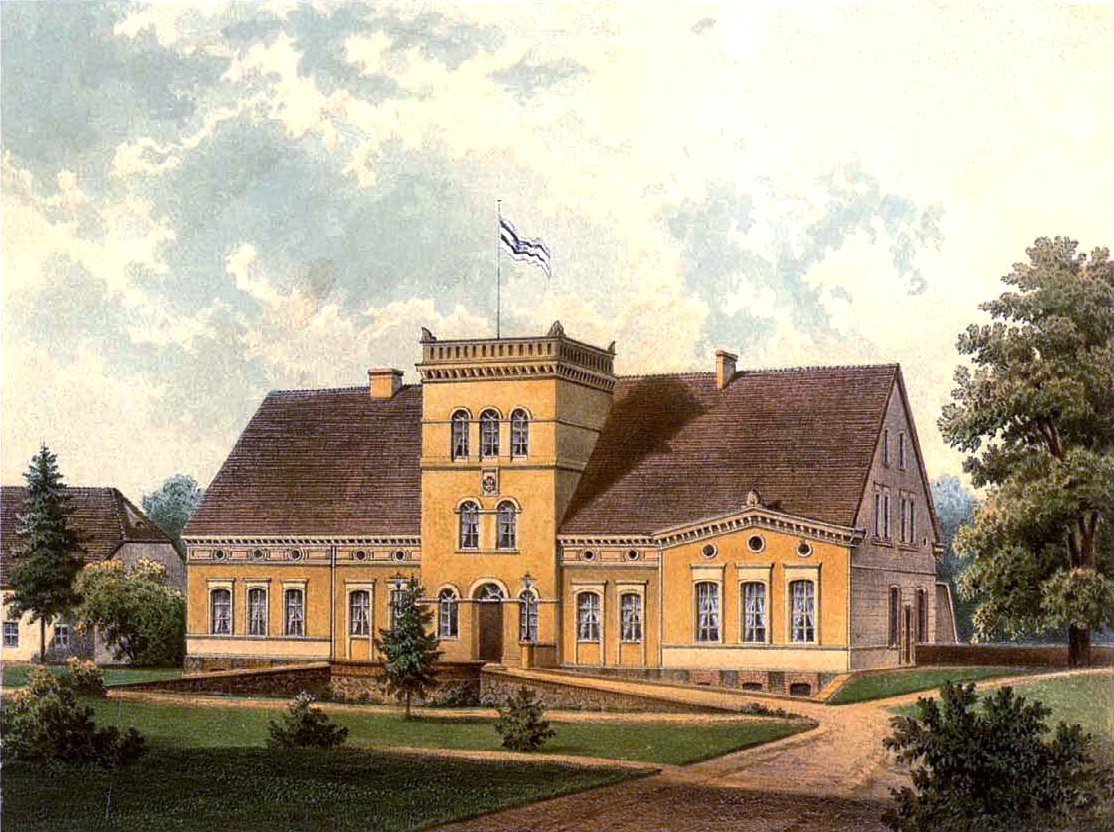
Herrenhaus Schmenzin, 1855–1857 von Theodor von Kleist erbaut

Im Jahre 1849 erwarb er im Lehnsgang nach dem Tod seines Verwandten Georg Joachim Wilhelm von Kleist und durch Abtretung seitens seiner Brüder den größten Anteil des Rittergutes Schmenzin im hinterpommerschen Kreis Belgard. Den anderen Gutsanteil kaufte er 1853. Er erbaute das Herrenhaus Schmenzin, das 1857 fertiggestellt wurde.  
Im Jahre 1854 wurde er auf Präsentation des alten und des befestigten Grundbesitzes im Landschaftsbezirk Herzogtum Kassuben Mitglied des neugebildeten Preußischen Herrenhauses.
Daneben diente er in der Landwehr, wo er 1860 Major wurde. Er nahm am Deutschen Krieg 1866 Teil und wurde mit dem Roten Adlerorden 4. Klasse mit Schwertern ausgezeichnet. 
Theodor von Kleist geriet jedoch in finanzielle Schwierigkeiten und musste 1868 sein Gut Schmenzin verkaufen. Käufer war sein Verwandter Conrad Graf von Kleist, wodurch das Gut in der Familie blieb. Durch den Verkauf des Gutes verlor Theodor von Kleist auch seinen Sitz im Preußischen Herrenhaus. Er lebte dann in der Schweiz, in Nizza und zuletzt meist in seiner Geburtsstadt Stolp. 
Er war mit Marie von Petersdorff (* 1817) verheiratet, einer Tochter des Landrates Friedrich von Petersdorff. Aus der Ehe gingen zwei Söhne und vier Töchter hervor. Die Tochter Hedwig von Kleist (1840–1926) heiratete 1860 Hermann von Blomberg (1836–1924), der zum General der Infanterie aufstieg. 